# Apple Martini
L'Apple Martini (littéralement « Martini au pomme »), également connu sous le nom d'Appletini, est un cocktail au goût de pomme. Il est devenu populaire dans les années 1990, lorsque de nombreux short drinks fruités ont été mis à la mode aux côtés du Cosmopolitan, dont beaucoup avaient le mot « Martini » dans leur nom. Comme le Martini classique, ils sont servis dans un verre en forme de Y, mais n'ont pas grand-chose en commun, en termes de goût et d'ingrédients ; l'auteur Jason Wilson les appelle les « faux tini drinks ». La base d'alcool de ces « Martinis » aux fruits est généralement de la vodka, aromatisée avec des liqueurs, du jus de fruits et du sirop.

## Recettes et variations
Pendant un temps, l'Apple Martini faisait partie des « cocktails officiels » de l'International Bartenders Association (IBA). La recette de l'IBA était composée de 4 cl de vodka et de 1,5 cl de liqueur de pomme et de triple sec (Cointreau), secoués dans de la glace, servis sans glace dans un verre à martini et garnis d'une tranche de pomme. Fin 2011, les cocktails officiels de l'IBA ont été révisés et l'Apple Martini a été retiré de la liste. L'Apple Martini est le premier de ce type au monde.
Outre l'ancienne recette de l'IBA, d'innombrables autres recettes et variantes circulent. La plupart d'entre eux utilisent la vodka comme base d'alcool, le gin est rarement utilisé. L'arôme de pomme est principalement fourni par des liqueurs aromatisées à la pomme (liqueur de schnaps de pomme) telles que le Sour Apple Pucker (De Kuyper) ou le Berentzen Saurer Apfel (Sour Apple), dans la combinaison la plus simple, elles sont mélangées à de la vodka uniquement. Il est également possible d'utiliser du jus de pomme fraîchement pressé, de l'applejack ou du brandy de pomme, ou encore du calvados. Les variantes aromatisées à la cannelle et à la vanille sont également appelées Apple Pie Martini, car elles rappellent le strudel aux pommes en termes de goût. Un cocktail classique apparenté, aromatisé à la pomme, est l'Applejack Rabbit (également connu sous le nom de Jack Rabbit) fait avec du brandy de pomme, du jus de citron, du jus d'orange et du sirop d'érable dans les années 1920.

## Dans la culture
L'Apple Martini (Appletini) est la boisson préférée du protagoniste John « J.D. » Dorian dans la série télévisée Scrubs, qui considère ironiquement que c'est une « boisson d'hétéro » et la commande « avec peu de (mar)tini ». Alan Harper et Walden Schmidt de Mon oncle Charlie et Ted Mosby de How I Met Your Mother en boivent aussi à l'occasion. Dans l'épisode 3 de la saison 1 de Mr. Robot, Eliot et Mr. Robot (Christian Slater) en dégustent un lors d'une conversation au bar. Dans l'épisode Happy Hour de la série King of Queens, Leah Remini, dans le rôle de Carrie Heffernan, déguste des Apple Martinis après le travail. Dans la série Lucifer, le cocktail préféré de Ève est l'Appletini (cocktail au fruit défendu).